# Oslo rådhus

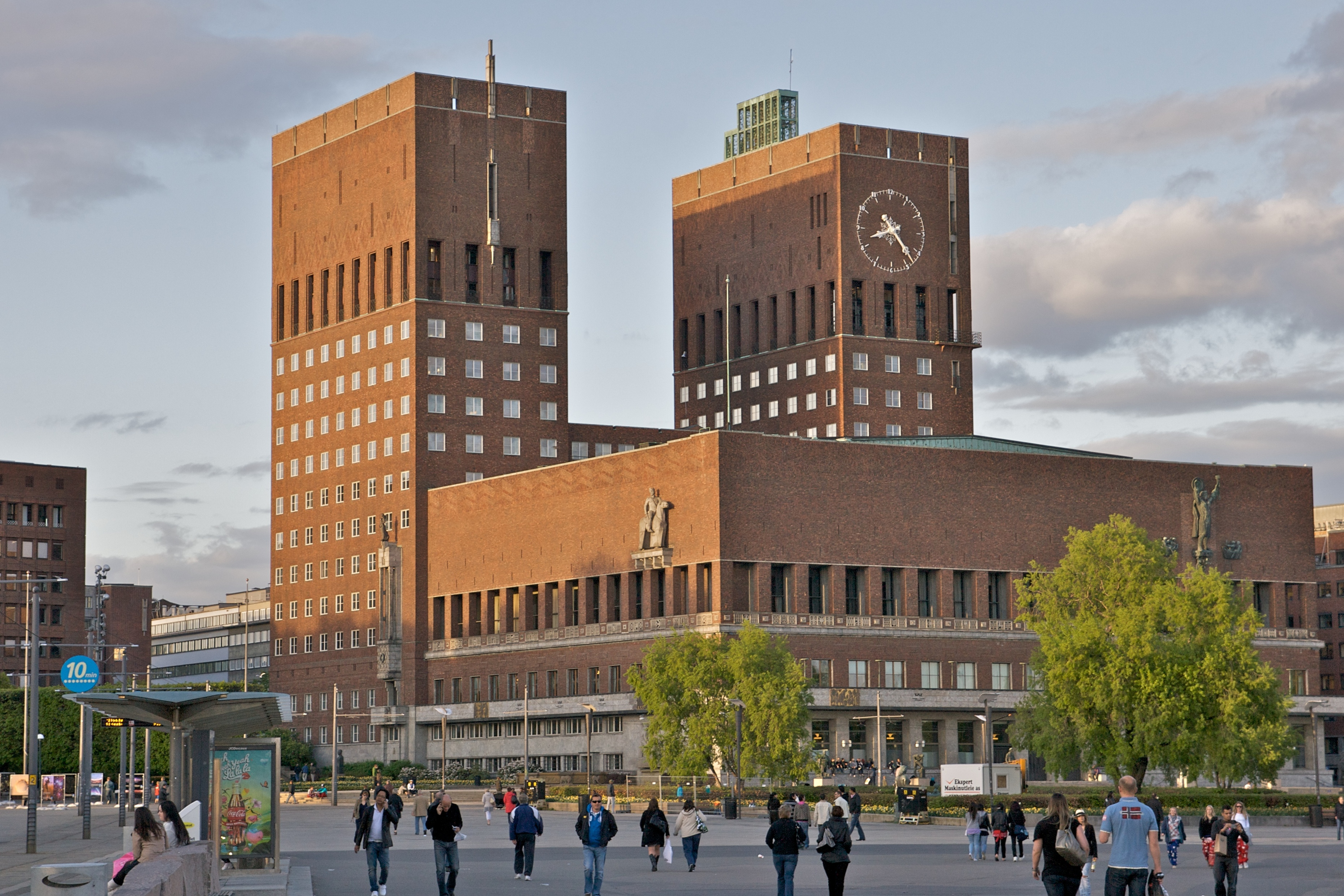
Oslo rådhus (2009).

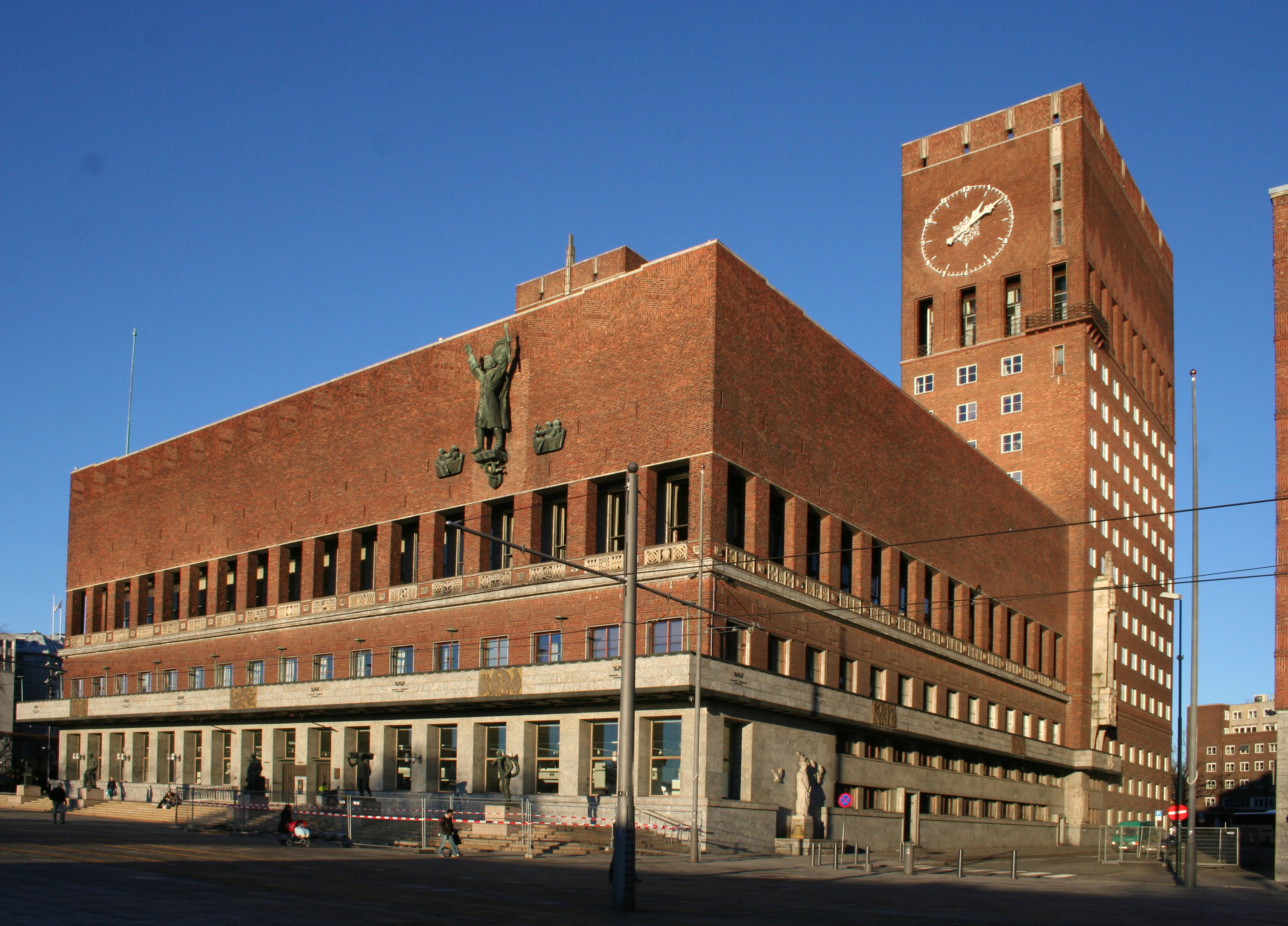
Oslo rådhus (2007).

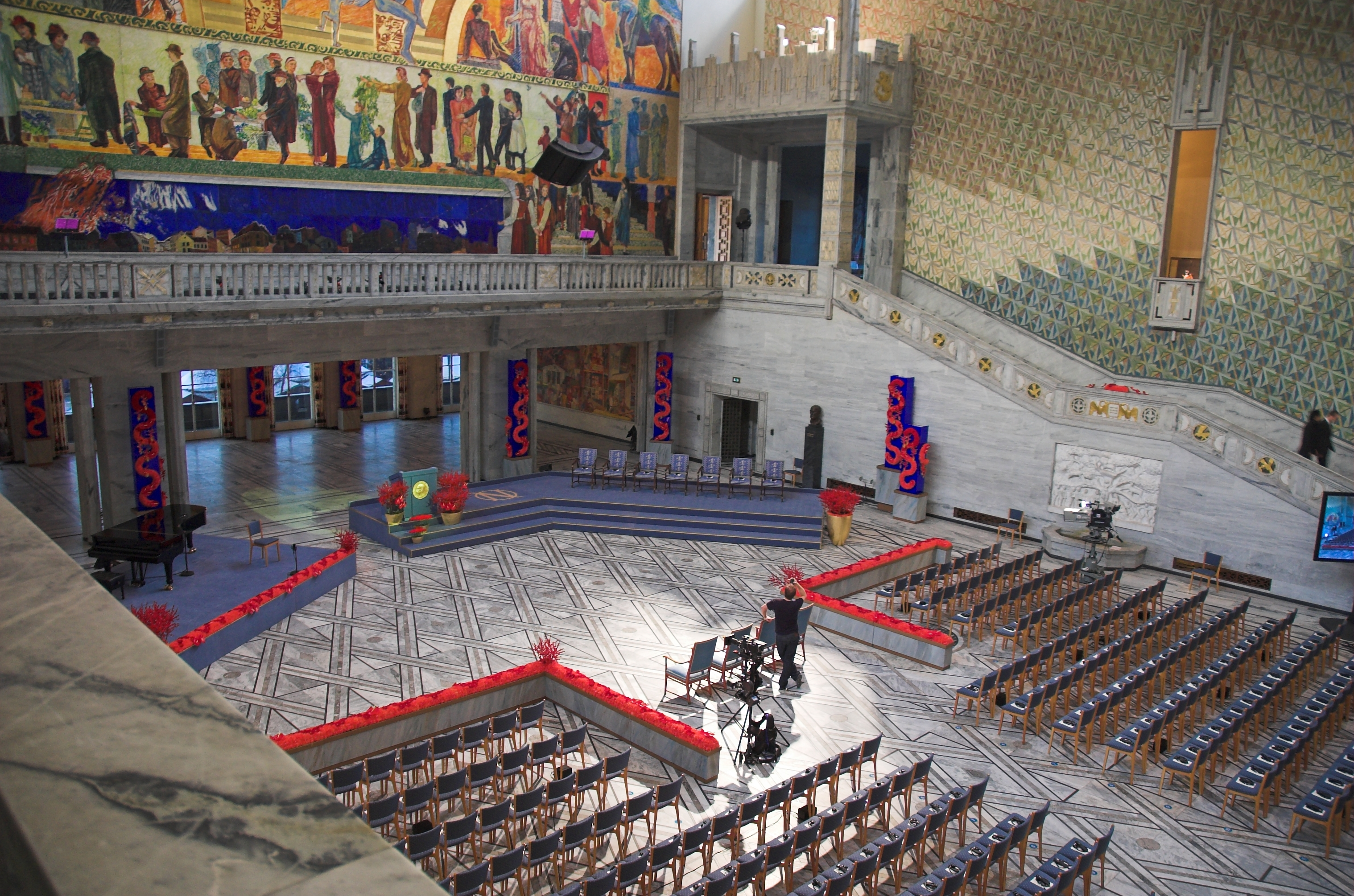
Rådhushallen inredd inför utdelningen av Nobels fredspris.

Oslo rådhus är en monumental byggnad i centrala Oslo, Norges huvudstad. Det är säte för Oslo kommuns centrala administration och politiska ledning. I Rådhusets festhall utdelas Nobels fredspris.
Rådhuset är beläget vid Rådhusplassen på norra sidan av Pipervika, den inre delen av Oslofjorden

## Historia
Oslo rådhus är ritat av arkitekterna Arnstein Arneberg och Magnus Poulsson. Redan 1918 hade de båda segrat i en arkitekttävling angående rådhusprojektet i Oslo. De hade inspirerats av det pågående svenska projektet Stockholms stadshus.
Officiell grundläggning skedde 1931 och det reella byggnadsarbetet startade 1933. Många äldre byggnader i området måste rivas. Arbetet gick långsamt, men 1940 kunde vissa kontorslokaler tas i bruk. Under andra världskriget stod arbetet i princip still, men återupptogs därefter med full kraft. Den officiella invigningen ägde rum 1950.
Rådhusfasaden är utförd av rött tegel, så kallat handslaget munktegel. Byggnaden har två torn, det västra är 63 meter högt. Ovanpå det östra tornet, vilket är 66 meter högt, återfinns ett klockspel med 49 klockor.

## Interiör
Något om några olika rum i Oslo rådhus:
- Rådhushallen. Hallen har en takhöjd på 21 meter. Golvet mäter över 1500 kvadratmeter. En av världens största oljemålningar, av Henrik Sørensen, hänger i hallen. Rådhushallen används vid prisutdelningsceremonin för vinnaren av Nobels fredspris. Priset delades tidigare ut i Universitetets aula.
- Bystyresalen. Plenisal för Oslos fullmäktige, bystyret. Bystyret har 59 ledamöter.
- Bankettsalen
- Festgalleriet